# Jutrowuj
Jutrowuj – staropolskie imię męskie, złożone z dwóch członów, rzeczowników Jutro- („świt, ranek, jutro”, psł. „utro”) i -wuj („wuj” – brat matki).
Inne podobne imiona, mające pierwszy człon wspólny to Jutrota (wywodzą się z tego imienia nazwy miejscowości: Jutrocice Dolne i Górne) i Jutrowoj. 